# Kościół św. Józefa w Tokio
Kościół pw. św. Józefa, Kościół katolicki Tsukiji (jap. カトリック築地教会 Katorikku Tsukiji kyōkai) lub Dawna konkatedra katolicka – kościół parafialny w dzielnicy Tsukiji w Tokio (okręg specjalny Chūō) w Japonii, należy do archidiecezji Tokio, jeden z najstarszych zachowanych kościołów w stolicy Japonii. 

## Historia
Pierwszy kościół katolicki (namban-ji) w Tokio (wówczas: Edo) powstał pod koniec XVI wieku i wkrótce został zburzony podczas prześladowania chrześcijan. 
Następny w Tokio był kościół Kanda, wzniesiony w styczniu 1874. W 1874-1878 Towarzystwo Misji Zagranicznych w Paryżu wybudowało ceglany kościół pw. św. Józefa, który w 1891 podniesiono do rangi konkatedry (katedrą był wówczas kościół Kanda). Kościół stracił funkcję katedralną w 1920. Trzęsienie ziemi w Kantō (1923) zniszczyło kościół i plebanię, a rok potem zbudowano na tym miejscu tymczasową kaplicę, przedszkole i szkołę pielęgniarską. W 1927 odbudowano kościół w formie świątyni greckiej w stylu doryckim. Jest to budynek drewniany, otynkowany. W 1999 został wpisany na listę obiektów zabytkowych.